# Gangstas & Sippas
Gangstas & Sippas è un singolo del gruppo musicale statunitense Shoreline Mafia pubblicato il 20 aprile 2020.

## Tracce
1. Gangstas & Sippas – 2:35